# 恰夫達爾半島

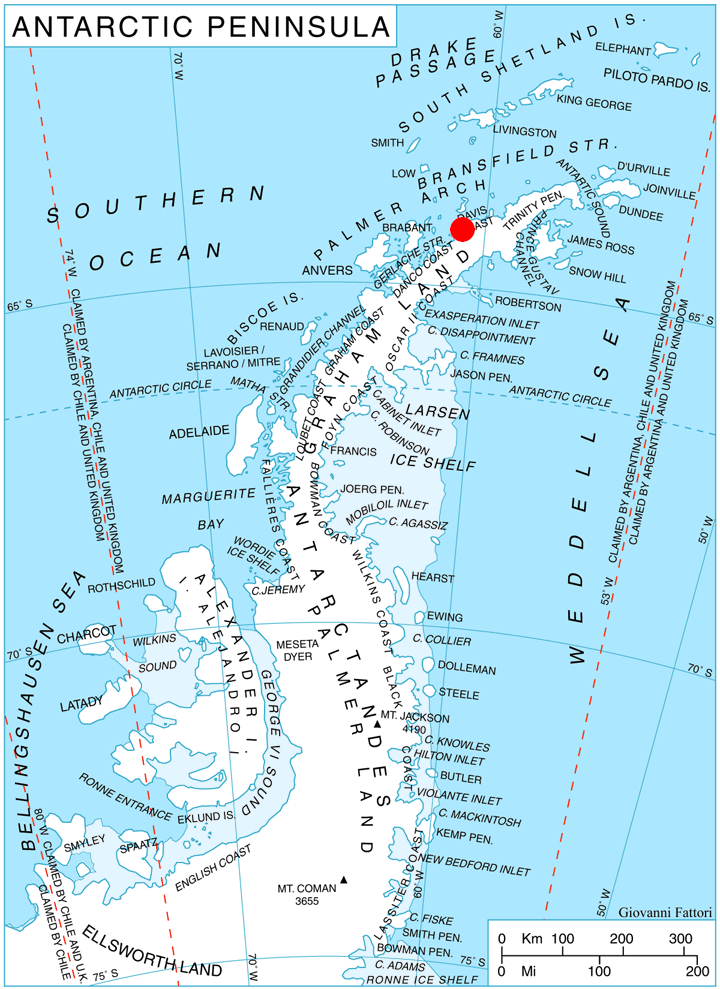

恰夫達爾半島（英語：Chavdar Peninsula）是南極洲的半島，位於埃爾斯沃思地，長13公里、寬10公里，以保加利亞16世紀反叛領袖命名，現時由南極條約體系管理。
64°05′25″S 60°52′45″W / 64.09028°S 60.87917°W